# مقياس وكسلر لذكاء الأطفال

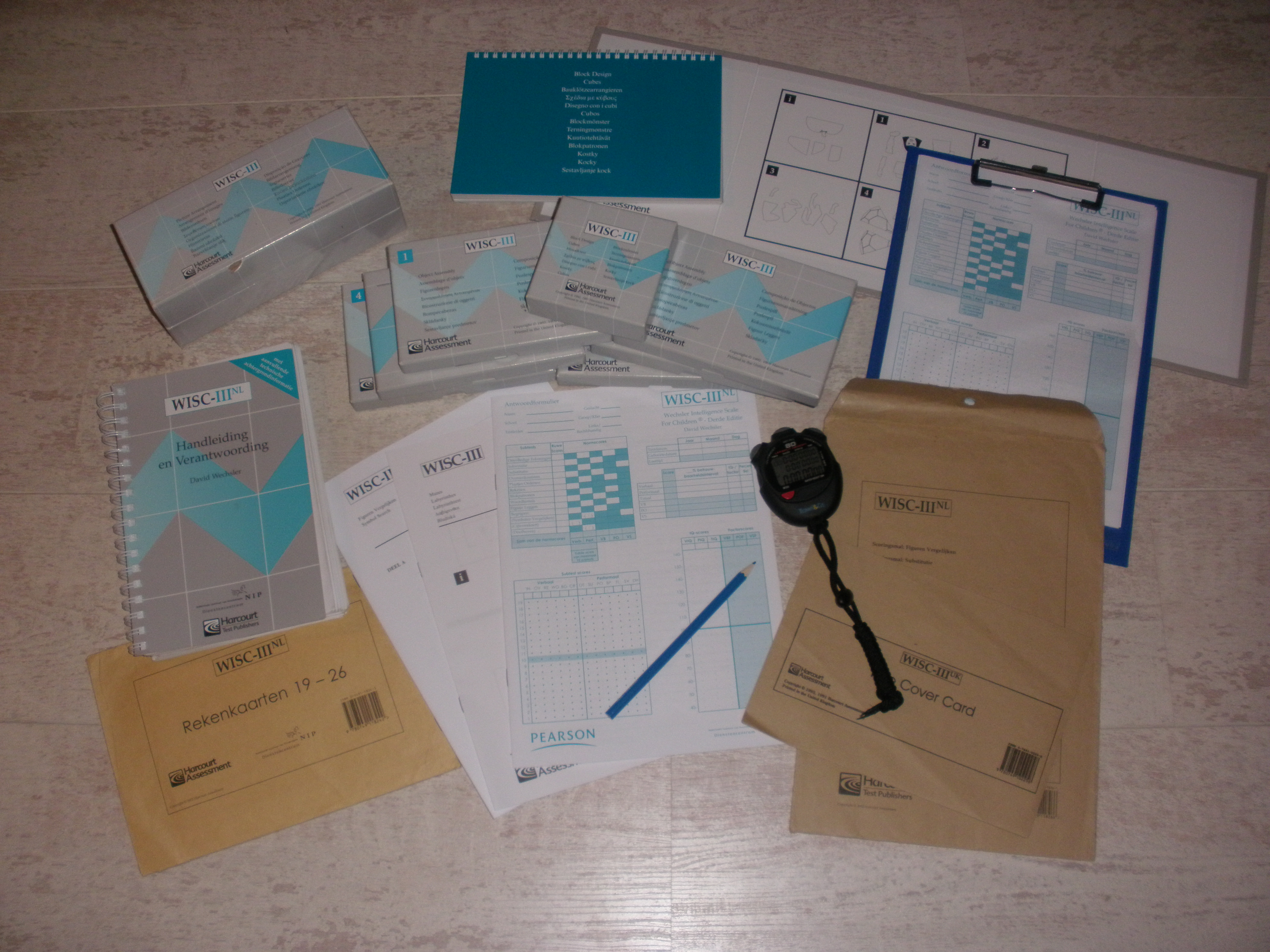
مقياس وكسلر للذكاء عند الأطفال

مقياس وكسلر لذكاء الأطفال (بالإنجليزية: Wechsler Intelligence Scale for Children)‏ هو اختبار ذكاء فردي، طوره ديفيد وكسلر لاختبار ذكاء الأطفال الذين تتراوح أعمارهم بين 6 و 16 سنة. وتُعتبر الطبعة الخامسة منه (WISC-V؛ Wechsler، 2014) هي النسخة الأحدث.
يستغرق مقياس وكسلر لذكاء الأطفال من 45 إلى 65 دقيقة. وهو يولد مقياس كامل لنسبة الذكاء (المعروف سابقًا باسم حاصل الذكاء أو نسبة الذكاء) والذي يمثل القدرة الفكرية العامة للطفل. كما يوفر خمسة مؤشرات أساسية: مؤشر الفهم اللفظي، والمؤشر المكاني البصري، ومؤشر تحليل السوائل، ومؤشر الذاكرة العاملة، ومؤشر سرعة المعالجة. وتمثل هذه المؤشرات قدرات الطفل في المجالات المعرفية المنفصلة. ويمكن اشتقاق خمس درجات مركبة مساعدة من مجموعات مختلفة من الاختبارات الفرعية الأولية أو الأولية والثانوية.